# Microneta flaveola
Microneta flaveola là một loài nhện trong họ Linyphiidae.
Loài này thuộc chi Microneta. Microneta flaveola được Richard C. Banks miêu tả năm 1892.